# Ülenurme (plaats)
Ülenurme (Duits: Uellenorm) is een plaats in de Estlandse gemeente Kambja, provincie Tartumaa. De plaats heeft de status van groter dorp of ‘vlek’ (Estisch: alevik) en telt 2127 inwoners (2021).
De plaats was tot in oktober 2017 de hoofdplaats van de gemeente Ülenurme. In die maand ging deze gemeente op in de gemeente Kambja. Sindsdien is Ülenurme de hoofdplaats van Kambja.
Tussen Ülenurme en Aardla in de gemeente Kastre ligt het meer Aardla järv met een oppervlakte van 30,7 ha. Ülenurme ligt aan de spoorlijn Tartu - Petsjory en heeft een station aan die lijn.
De plaats heeft een middelbare school, het Ülenurme Gümnaasium. De school is eigenaar van een voetbal- en atletiekstadion. Ook is er een muziekschool.

## Geschiedenis
De plaats werd voor het eerst genoemd in 1637 onder de Duitse naam Uellenorm. In het begin van de 17e eeuw werd een landgoed Ülenurme gesticht. De eigenaar was toen de familie Busselberg. Het landhuis van het landgoed werd gebouwd in het midden van de 19e eeuw.
In 1944 werd het landgoed een sovchoz met het landhuis als administratief centrum. In 1968 werd in het landhuis het Estische Landbouwmuseum (Eesti Põllumajandusmuuseum) gevestigd. De sovchoz werd omgezet in een proefboerderij.
In 1977 kreeg Ülenurme de status van vlek (alevik).

## Foto's

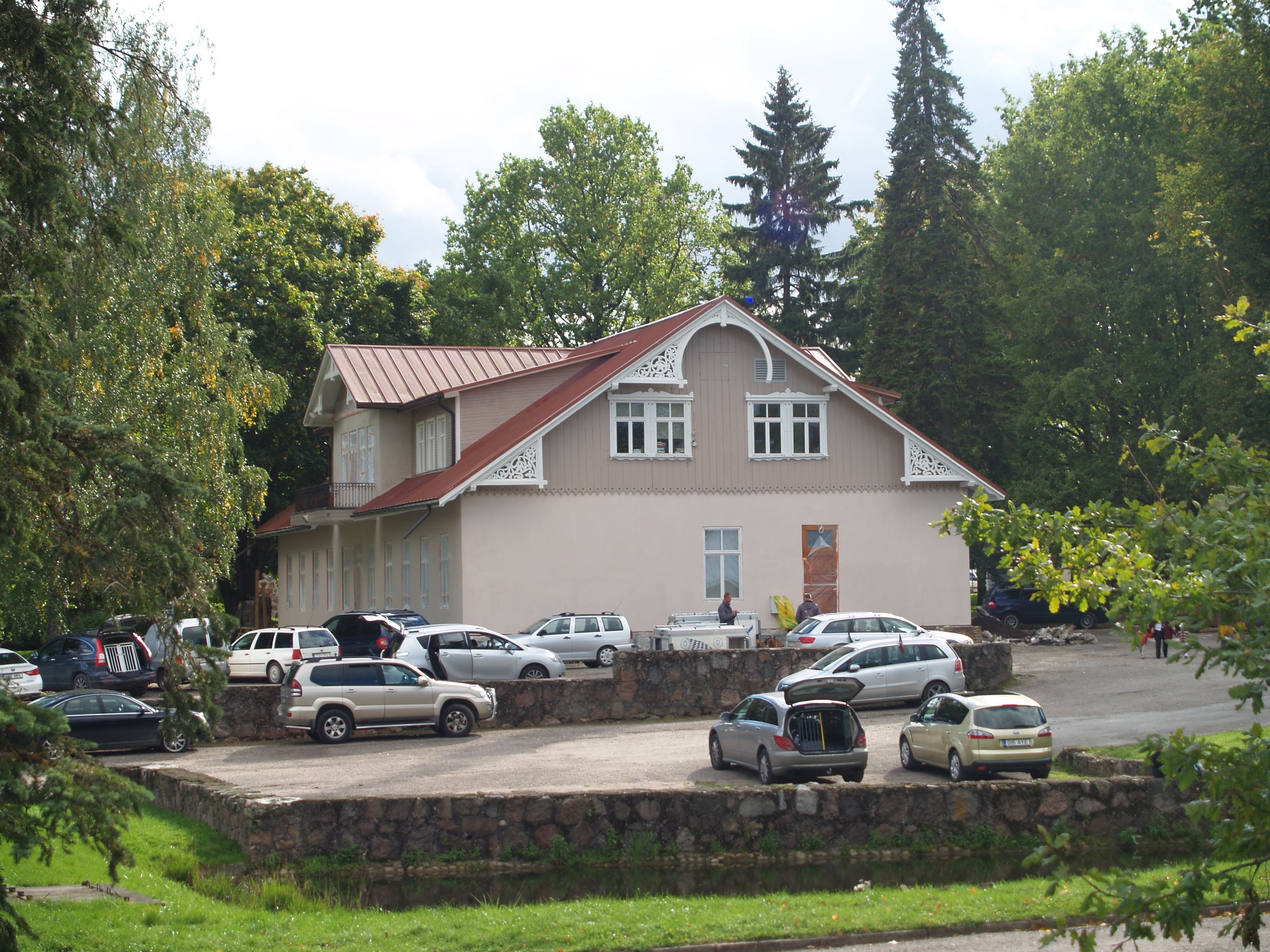
Landhuis van Ülenurme, nu Estisch Landbouwmuseum
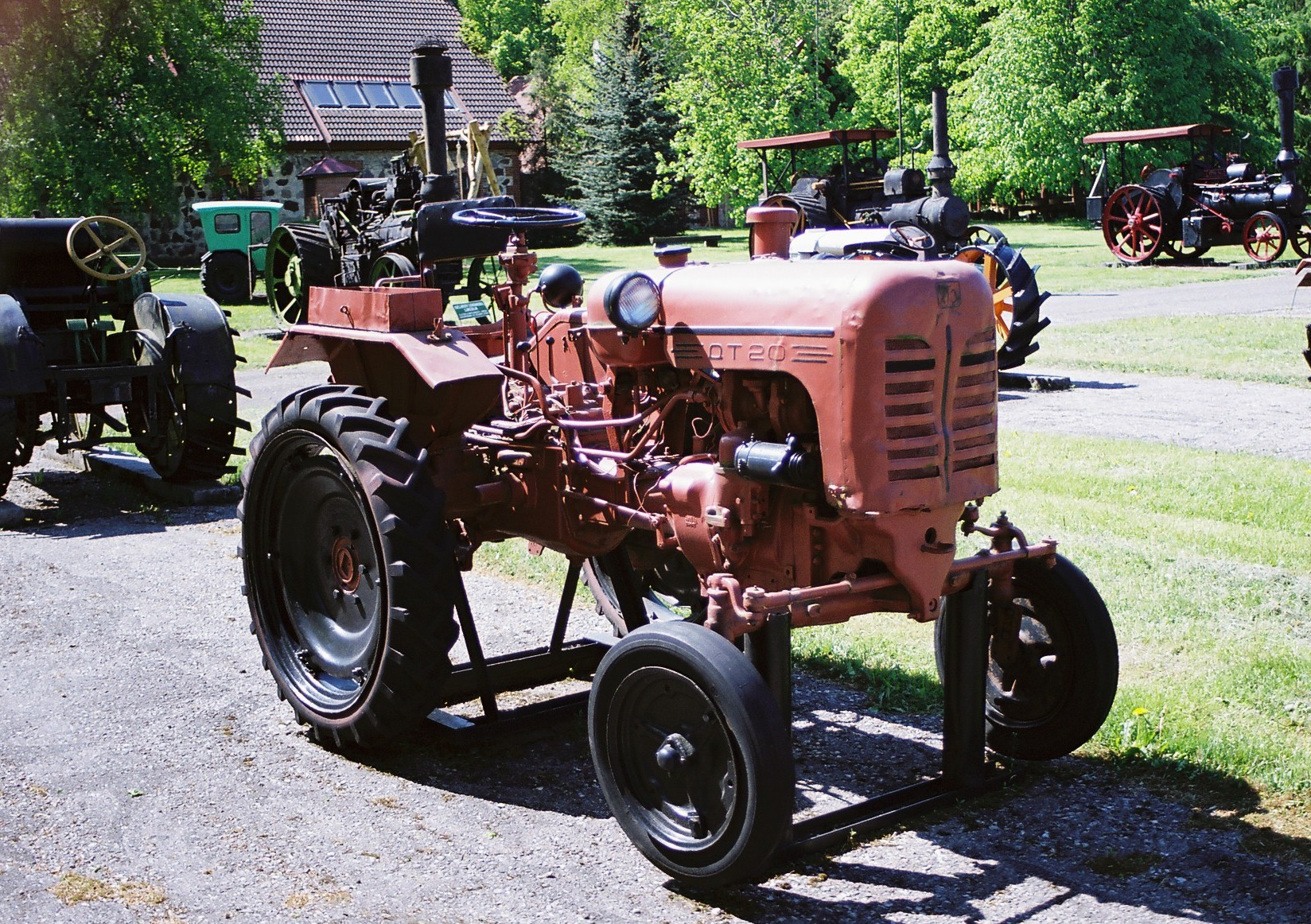
Tractor op het terrein van het landbouwmuseum
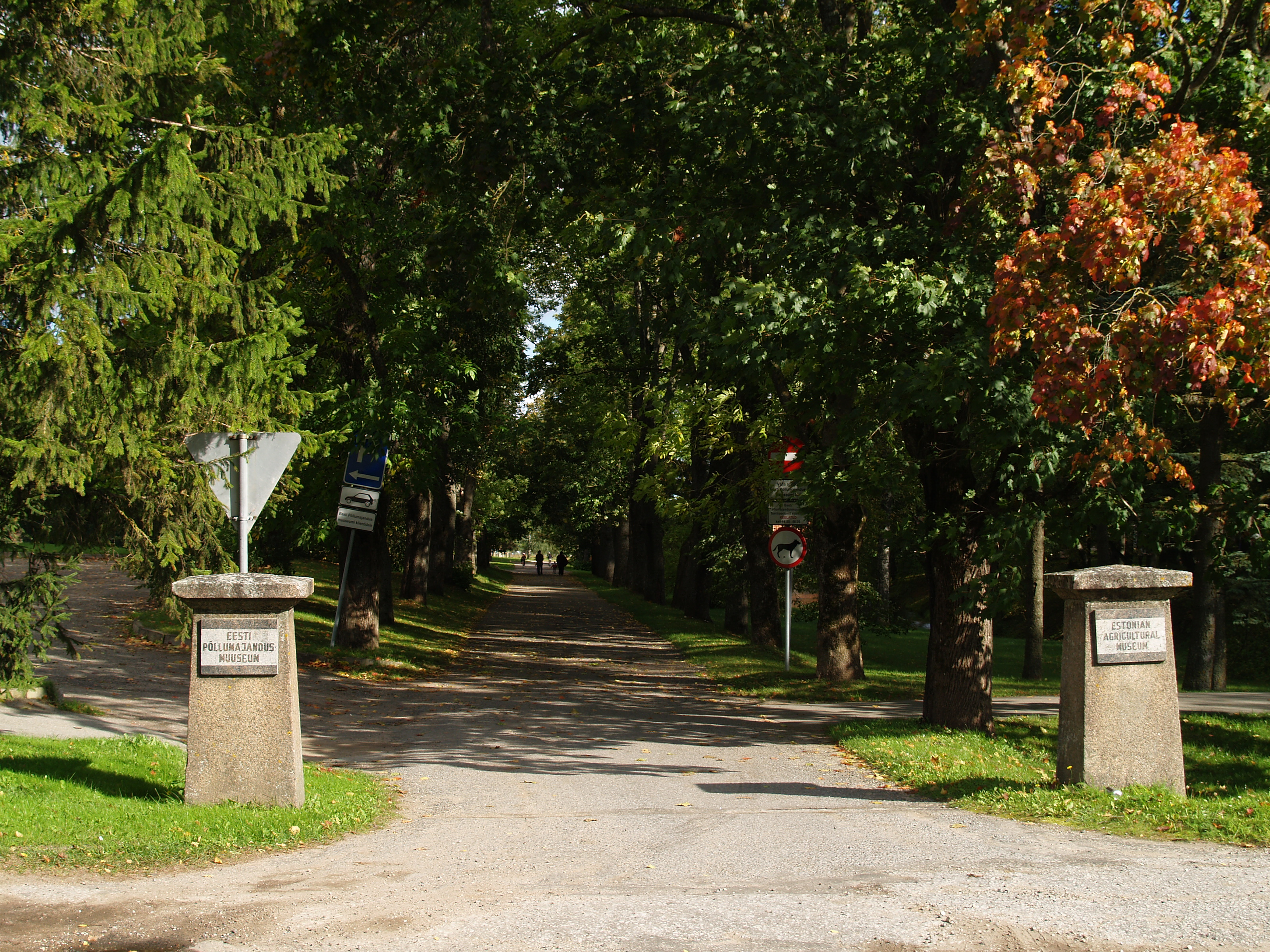
Ingang van het park bij het landhuis
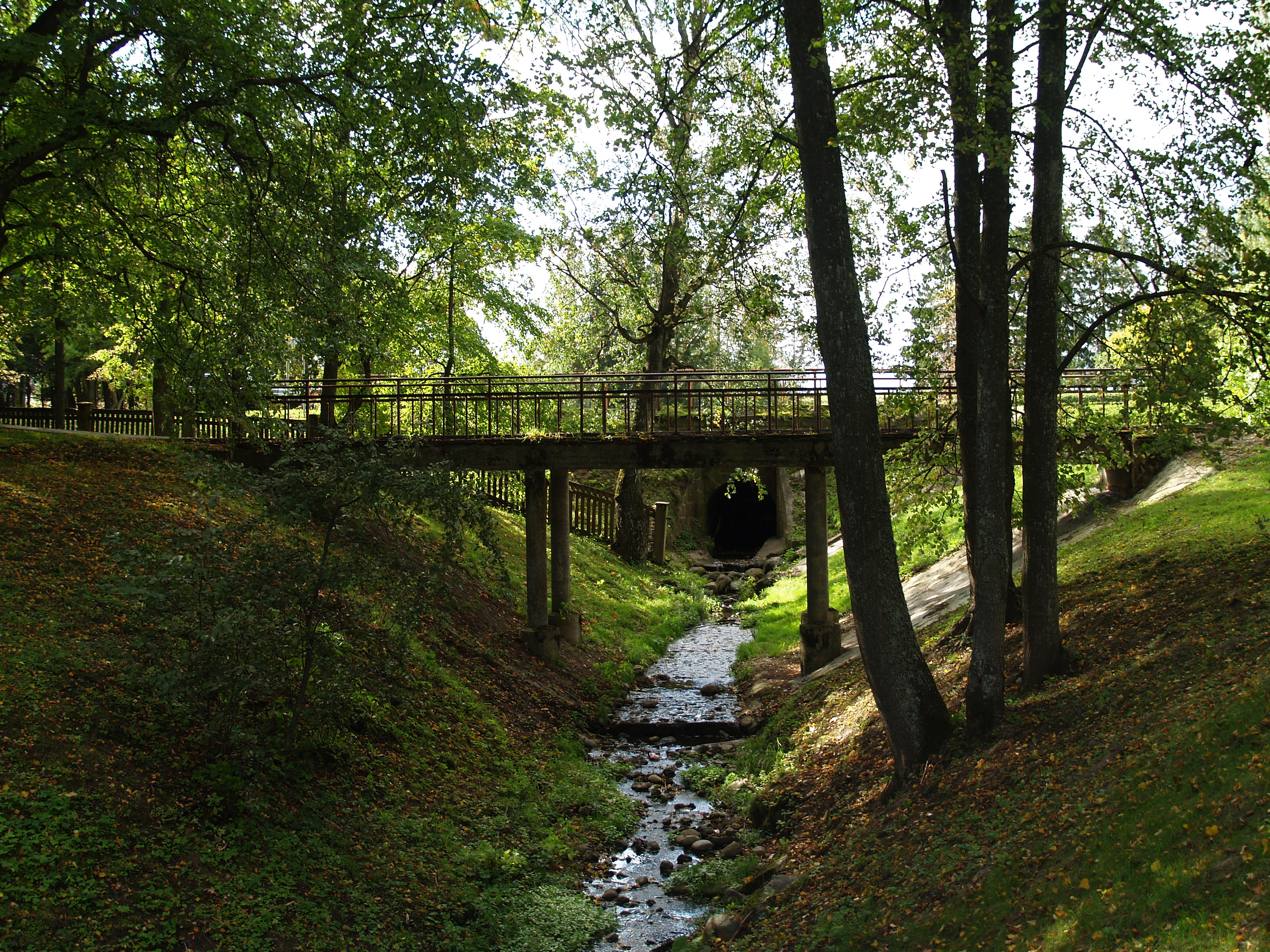
In het park bij het landhuis
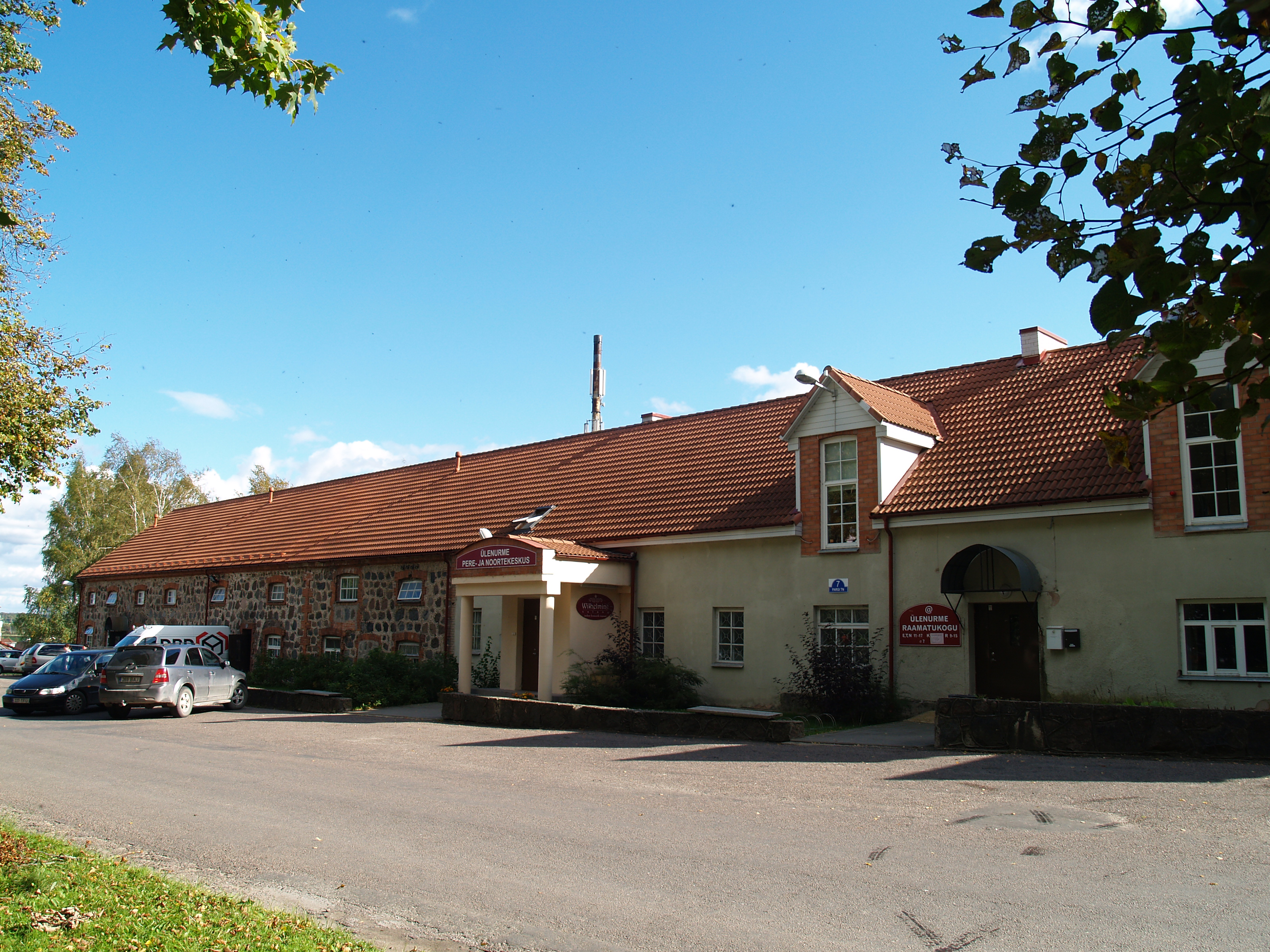
Bibliotheek annex familie- en jeugdcentrum
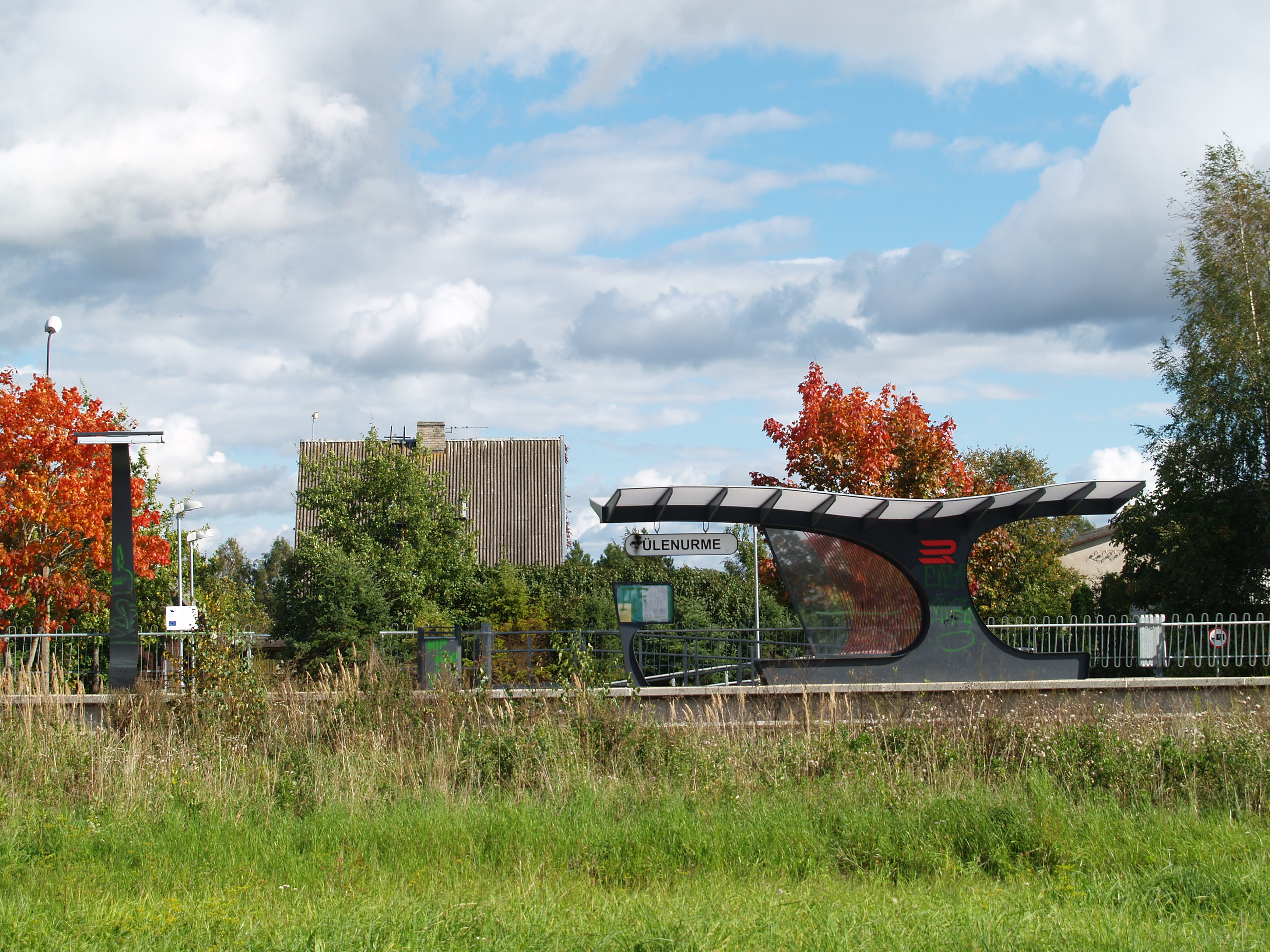
Het station
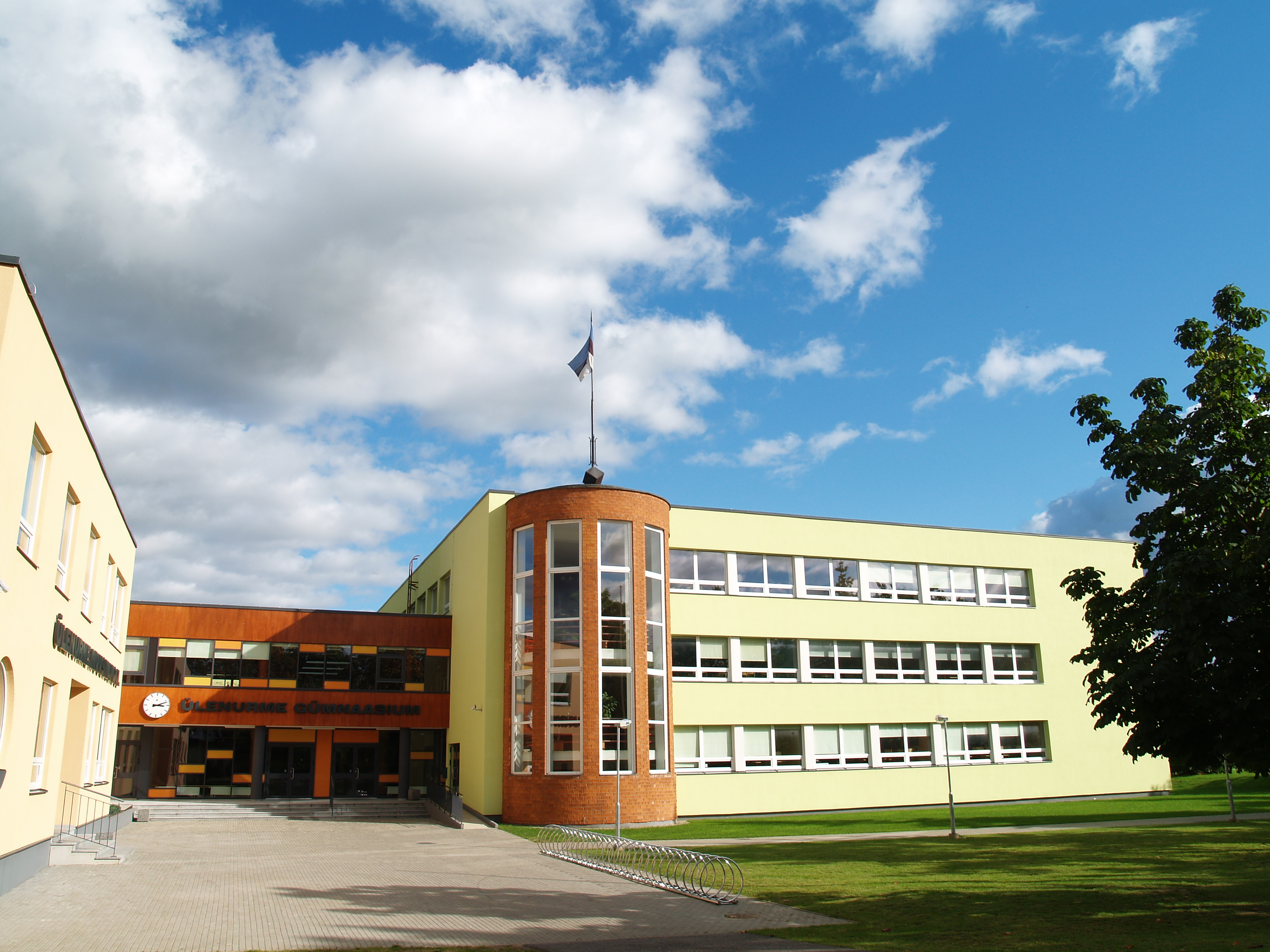
Ülenurme Gümnaasium
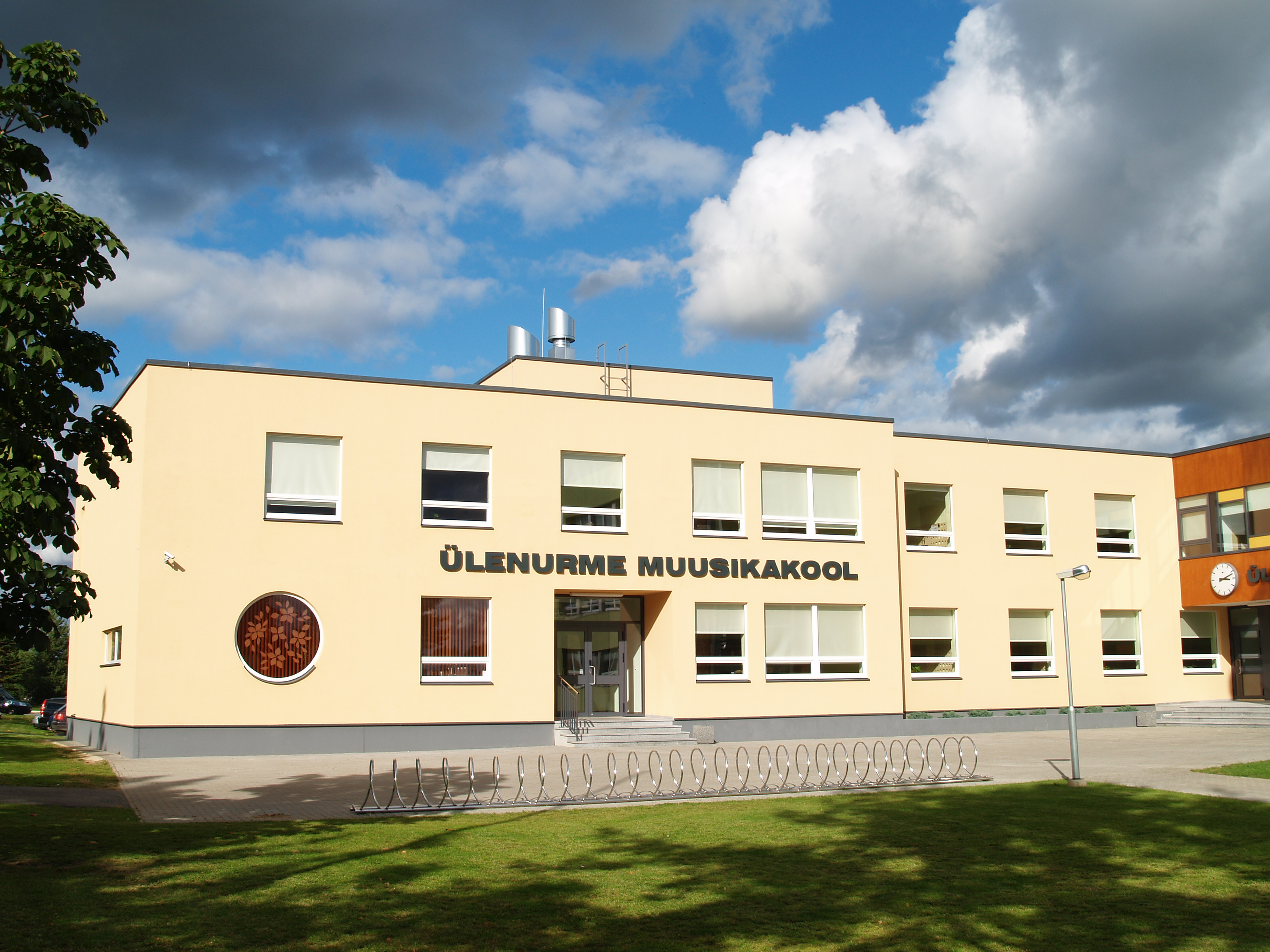
De muziekschool
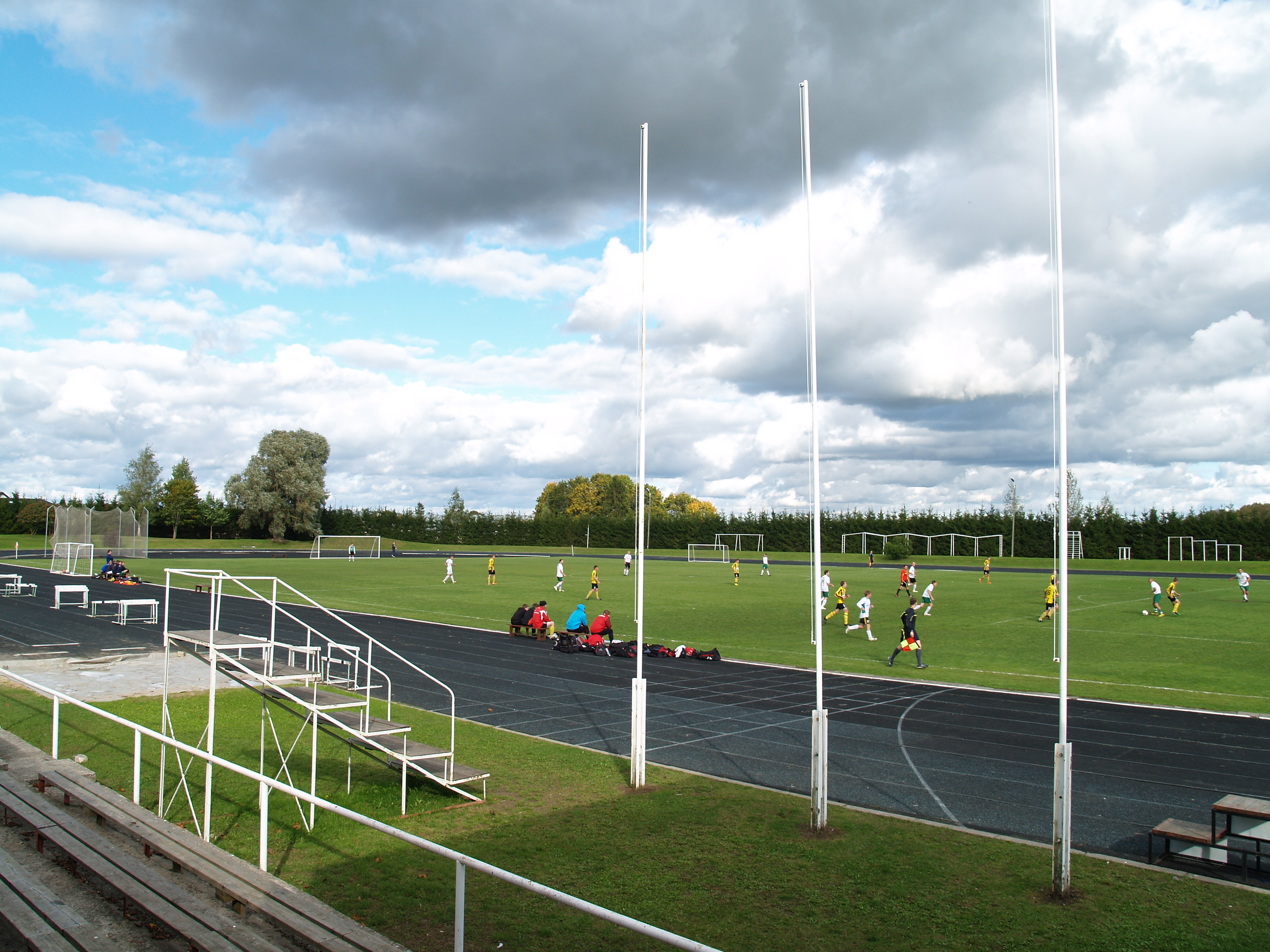
Het stadion